# Sis dies de Herning
Els Sis dies de Herning era una cursa de ciclisme en pista, de la modalitat de sis dies, que es corria a Herning (Dinamarca). La seva primera edició data del 1974, i es van disputar fins al 1998 amb un parèntesi del 1984 al 1994. Gert Frank, amb cinc victòries, és el ciclista que més vegades l'ha guanyat.

## Palmarès
| Any     | Primers                         | Segons                           | Tercers                                |
| ------- | ------------------------------- | -------------------------------- | -------------------------------------- |
| 1974    | Leo Duyndam · Ole Ritter        | Klaus Bugdahl · Dieter Kemper    | Ferdinand Bracke · Julien Stevens      |
| 1975    | Leo Duyndam · Ole Ritter        | Klaus Bugdahl · Wolfgang Schulze | Graeme Gilmore · Dieter Kemper         |
| 1976    | Albert Fritz · Wilfried Peffgen | Donald Allan · Danny Clark       | Gert Frank · Ole Ritter                |
| 1977    | Gert Frank · René Pijnen        | Donald Allan · Danny Clark       | Patrick Sercu · Ole Ritter             |
| 1978    | Donald Allan · Danny Clark      | Gert Frank · René Pijnen         | Patrick Sercu · Niels Fredborg         |
| 1979    | Gert Frank · René Pijnen        | Donald Allan · Danny Clark       | Wilfried Peffgen · Kim Gunnar Svendsen |
| 1980    | Gert Frank · Patrick Sercu      | Donald Allan · Danny Clark       | Horst Schütz · Roman Hermann           |
| 1981    | Gert Frank · Hans-Henrik Ørsted | Donald Allan · Danny Clark       | Wilfried Peffgen · Kim Gunnar Svendsen |
| 1982    | Donald Allan · Danny Clark      | René Pijnen · Patrick Sercu      | Gert Frank · Hans-Henrik Ørsted        |
| 1983    | Gert Frank · Hans-Henrik Ørsted | Jørgen Marcussen · René Pijnen   | Josef Kristen · Henri Rinklin          |
| 1984-94 | No disputats                    |                                  |                                        |
| 1995    | Jimmi Madsen · Jens Veggerby    | Urs Freuler · Bjarne Riis        | Kurt Betschart · Bruno Risi            |
| 1996    | Silvio Martinello · Bjarne Riis | Jimmi Madsen · Jens Veggerby     | Danny Clark · Michael Sandstöd         |
| 1997    | Jimmi Madsen · Jens Veggerby    | Kurt Betschart · Bruno Risi      | Silvio Martinello · Bjarne Riis        |
| 1998    | Kurt Betschart · Bruno Risi     | Jimmi Madsen · Rolf Sørensen     | Silvio Martinello Jesper Skibby        |